# Овчарово (област Шумен)
Вижте пояснителната страница за други значения на Овчарово.
Овчарово е село в Североизточна България. То се намира в община Шумен, област Шумен. Старото име на селото е Чобаново или Чобанкьой.

## История
По исторически сведения селото е основано преди 3 века с чисто българско население. През 1960-те години там е намерен печат на цар Симеон I и предаден в Историческия музей в Шумен. Според преданията в селото е отсядал прочутият Индже войвода с дружината си и е дарил жълтици за направата на чешма, която носи неговото име.

## Население
Численост на населението според преброяванията през годините:
| \| Година на преброяване \| Численост \| \| --------------------- \| --------- \| \| 1934 \| 861 \| \| 1946 \| 851 \| \| 1956 \| 734 \| \| 1965 \| 486 \| \| 1975 \| 300 \| \| 1985 \| 215 \| \| 1992 \| 227 \| \| 2001 \| 176 \| \| 2011 \| 149 \| \| 2021 \| 112 \| |           |
| Година на преброяване | Численост |
| 1934 | 861       |
| 1946 | 851       |
| 1956 | 734       |
| 1965 | 486       |
| 1975 | 300       |
| 1985 | 215       |
| 1992 | 227       |
| 2001 | 176       |
| 2011 | 149       |
| 2021 | 112       |

### Етнически състав

#### Преброяване на населението през 2011 г.
Численост и дял на етническите групи според преброяването на населението през 2011 г.:
|                     | Численост | Дял (в %) |
| Общо                | 149       | 100,00    |
| Българи             | 145       | 97,31     |
| Турци               |           |           |
| Цигани              | 0         | 0,00      |
| Други               |           |           |
| Не се самоопределят |           |           |
| Неотговорили        | 2         | 1,34      |

## Религии
Християнство. В селото се намира стара църква с широк двор, която е отворена през големите празници.

## Обществени институции
Кметство, в което има и медицински кабинет. Читалище с актова зала и библиотека.

## Забележителности
Полята в началото на селото са част от територията на Натура 2000, понеже там се срещат редки видове птици. Също така всяка година на тези поляни и нивите около тях за един-два дена се събират хиляди щъркели, почивайки си от дългия полет до България или подготвяйки се за бъдещия. На няколко километра от селото се намира Овчаровският язовир, в който преди години е живял златен шаран, вече изчезнал.

## Редовни събития
Събор на селото. Състои се 50 дни след Великден.